# Ad-Damazin
Ad-Damazin (arab. الدمازين) – miasto w południowo-wschodnim Sudanie, na lewym brzegu Nilu Błękitnego; stolica prowincji Nil Błękitny (An-Nil al-Azrak); 153 638 mieszkańców (2008). Ośrodek handlowo-usługowy nawadnianego regionu rolniczego; przemysł spożywczy; węzeł komunikacyjny; lotnisko.
W 1995 założono tu uniwersytet Blue Nile University. Znajduje się tu Port lotniczy Ad-Damazin. Miasto jest połączone z miejscowościami Al-Garef, Singa i Sannar z pomocą dróg i linii kolejowej.